# Гаррісон (Айдахо)
Гаррісон (англ. Harrison) — місто в окрузі Кутенай, штат Айдахо, США. Згідно з переписом 2010 року населення становило 203 особи, що на 64 особи менше, ніж 2000 року.

## Географія
Гаррісон розташований за координатами 47°26′55″ пн. ш. 116°46′23″ зх. д. / 47.44861° пн. ш. 116.77306° зх. д. (47.448641, -116.773145).  За даними Бюро перепису населення США в 2010 році місто мало площу 1,96 км², з яких 1,79 км² — суходіл та 0,17 км² — водойми. В 2017 році площа становила 11,29 км², з яких 9,11 км² — суходіл та 2,18 км² — водойми.

## Демографія

### Перепис 2010 року
За даними перепису 2010 року, у місті проживало 203 осіб у 100 домогосподарствах у складі 54 родин. Густота населення становила 113,6 ос./км². Було 165 помешкань, середня густота яких становила 92,3/км². Расовий склад міста: 98,5 % білих and 1,5 % індіанців. Іспанці та латиноамериканці незалежно від раси становили 2,0 % населення.
Із 100 домогосподарств 19,0 % мали дітей віком до 18 років, які жили з батьками; 46,0 % були подружжями, які жили разом; 4,0 % мали господиню без чоловіка; 4,0 % мали господаря без дружини і 46,0 % не були родинами. 37,0 % домогосподарств складалися з однієї особи, у тому числі 19 % віком 65 і більше років. У середньому на домогосподарство припадало 2,03 мешканця, а середній розмір родини становив 2,70 особи.
Середній вік жителів міста становив 52,6 року. Із них 17,7 % були віком до 18 років; 4,9 % — від 18 до 24; 17,7 % від 25 до 44; 33,1 % від 45 до 64 і 26,6 % — 65 років або старші. Статевий склад населення: 50,7 % — чоловіки і 49,3 % — жінки.
Середній дохід на одне домашнє господарство  становив 50 233 долари США (медіана — 47 344), а середній дохід на одну сім'ю — 57 029 доларів (медіана — 65 625). За межею бідності перебувало 8,3 % осіб, у тому числі 35,7 % дітей у віці до 18 років та 6,2 % осіб у віці 65 років та старших.
Цивільне працевлаштоване населення становило 56 осіб. Основні галузі зайнятості: інформація — 23,2 %, освіта, охорона здоров'я та соціальна допомога — 21,4 %, виробництво — 19,6 %.

### Перепис 2000 року
За даними перепису 2000 року, у місті проживало 267 осіб у 124 домогосподарствах у складі 77 родин. Густота населення становила 251,4 ос./км². Було 157 помешкань, середня густота яких становила 147,8/км². Расовий склад міста: 96,25 % білих, 0,75 % індіанців, 0,75 % азіатів, 0,37 % інших рас і 1,87 % людей, які зараховують себе до двох або більше рас. Іспанці та латиноамериканці незалежно від раси становили 1,12 % населення.
Із 124 домогосподарств 21,0 % мали дітей віком до 18 років, які жили з батьками; 51,6 % були подружжями, які жили разом; 8,9 % мали господиню без чоловіка, і 37,1 % не були родинами. 32,3 % домогосподарств складалися з однієї особи, у тому числі 17,7 % віком 65 і більше років. У середньому на домогосподарство припадало 2,15 мешканця, а середній розмір родини становив 2,71 особи.
Віковий склад населення: 21,7 % віком до 18 років, 3,7 % від 18 до 24, 23,6 % від 25 до 44, 31,5 % від 45 до 64 і 19,5 % років і старші. Середній вік жителів — 46 років. Статевий склад населення: 48,3 % — чоловіки і 51,7 % — жінки.
Середній дохід домогосподарств у місті становив $35 750, родин — $38 500. Середній дохід чоловіків становив $31 667 проти $26 563 у жінок. Дохід на душу населення в місті був $20 532. Приблизно 15,1 % родин і 20,3 % населення перебували за межею бідності, включаючи 53,4 % віком до 18 років і 17,0 % від 65 і старших.